# Gwda Mała
Gwda Mała (deutsch Klein Küdde) ist ein Dorf in der Woiwodschaft Westpommern in Polen. Es gehört zur Gmina  Szczecinek (Gemeinde Neustettin) im Powiat Szczecinecki.
Das Dorf liegt am 18,65 km²-großen Vilmsee Wielimie, der sich von Neustettin aus erstreckt. Der See wird von dem Fluss Küddow, auch Küdde (Gwda), durchzogen, der zwischen den Dörfern Klein Küdde und Groß Küdde (Gwda Wielka) fließt.

## Geschichte
Der Name Küdde leitet sich vom indogermanischen Wortstamm *kueid- mit der Bedeutung „leuchten, hell, weiß“ ab.
1349 verlief genau hier die Grenze zwischen Polen und Pommern.
Die Gründung des Dorfes Klein Küdde (Gwda Mala) ist auf 1570 datiert. Das auf dem anderen Ufer liegende Groß Küdde wird bereits im 14. Jh. erstmals erwähnt.
1759/60 wird Pommern durch russische Truppen erobert.

## Schulen
1912 erhält Klein Küdde aufgrund der durch die Fischwirtschaft erfolgten Bevölkerungszunahme eine eigene Schule. Das Gebäude ist wie auch die Schule in Groß Küdde bis heute erhalten.

## Kirche
Klein Küdde besaß keine eigene Kirche, sondern war eingepfarrt in die Gemeinde von Groß Küdde, dort wird 1590 eine Fachwerkkirche im Ort erwähnt.
Der erste Pastor war Jakobus Matthäi. Der Pastor in Lottin und spätere Präpositus in Neustettin Johann Christoph Kypcke (1738–1786), hatte zu seiner Zeit den Gottesdienst im ev. Filial Groß Küdde zu halten und somit auch im eingepfarrten Klein Küdde die Amtshandlungen zu vollziehen. In seiner Abwesenheit wurde er vom ordinierten Konrektor des Neustettiner Gymnasiums vertreten.
1860/62 wüteten Großbrände in Groß Küdde und zerstörten auch die Kirche. Das heutige Kirchengebäude wurde von 1862 bis 1866 im Neugotischen Stil errichtet.

## Wirtschaft
Zwischen 1778 und 1784 wurde zwecks Landgewinnung der Wasserspiegel des Vilmsees gesenkt. In der 1. Hälfte des 20. Jhs. bescheren der Vilmseepächter Ernst Stropahl und die Netzfabrik der Gebrüder Dorow mit einer florierenden Fischwirtschaft beiden Dörfern wirtschaftlichen Aufschwung, der zum Zuzug neuer Bewohner führt.
„Gwada Mała“ heißt auch ein Weinberg, der beim Dorf Gwada Mała liegt und zu einem Bio-Bauernhof gehört. Nach Auskunft der Betreiber werden dort bewährte Wein-Hybridsorten angebaut, die Wetterveränderungen und Fröste sogar bis zu −25 Grad vertragen.

## Verkehr
Da Dorf liegt 8 km östlich von Szczecinek and 151 km östlich von Stettin. Klein Küdde hat einen eigenen Bahnhof, der an der
1878 eröffneten Bahnstrecke von Neustettin nach Hammerstein (Czarne) liegt und bis heute in Betrieb ist.

## Städte-Partnerschaft
mit der Gemeinde Haffkrug-Scharbeutz